# Futterallergie

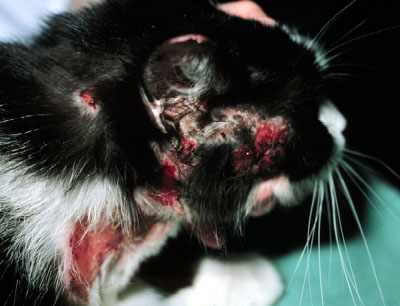
Futterallergie bei einer Katze mit schweren selbst beigefügten Läsionen am Kopf

Als Futterallergie oder Futtermittelallergie (auch Futter-induzierte atopische Dermatitis; englisch adverse food reaction) bezeichnet man in der Tiermedizin allergische Reaktionen auf Futtermittelinhaltsstoffe. Sie entspricht damit der Nahrungsmittelallergie beim Menschen. Die Erkrankung manifestiert sich vor allem als Hauterkrankung mit Juckreiz, der durch Kratzen und Belecken zu schweren Hautveränderungen führen kann. Futterallergien kommen vor allem bei Haushunden und Hauskatzen vor. Die Diagnostik und Behandlung ist durch eine Ausschlussdiät möglich, die jedoch zeitaufwändig ist.

## Vorkommen und Entstehung
Futterallergien sind bei Hunden und Katzen ein recht häufiges Phänomen. Ihr Anteil bei Hunden mit Hautreaktionen liegt bei 12 %. Betroffen sind Tiere aller Rassen und Altersklassen, wobei bei Hunden die Erkrankung zumeist im ersten Lebensjahr beginnt. Dabei kann eine Futterallergie gegen ein Futtermittel selbst Jahre nach einer zunächst problemlosen Fütterung auftreten.
Die häufigsten Allergieauslöser (Allergene) sind Rindfleisch und Milchprodukte, aber auch Schweine-, Pferde-, Geflügelfleisch, Fisch, Ei, Soja und Weizen können allergische Reaktionen auslösen. Neben den Hauptkomponenten in Fertigfuttermitteln können auch Zusätze wie Stabilisatoren, Antioxidantien oder Moisturizer allergieauslösend sein. Darüber hinaus können Allergene auch erst durch Umbau im Organismus entstehen. Die Allergene sind hitze-, säure- und Protease-resistente Proteine, zumeist Glykoproteine, mit einer Größe von zehn bis 70 kDa. Aber auch kleinere Proteine (Haptene) können zu allergischen Reaktionen führen, wenn sie an Trägerproteine gebunden sind.
Abzugrenzen von der Futterallergie sind Unverträglichkeitsreaktionen, die ohne Beteiligung des Immunsystems ablaufen, beispielsweise Laktoseintoleranz.
Die genaue Ursache für solche allergischen Unverträglichkeiten ist bislang nicht bekannt. Prädisponierend können Störungen der Barrierefunktion der Darmschleimhaut durch Darmentzündungen (beispielsweise Parvovirose), Darmparasiten und ein frühes Absetzen sein. Im gesunden Darm können Allergene normalerweise nicht die Darmwand passieren. Zudem werden sie größtenteils durch die Enzyme des Verdauungssafts abgebaut. Bei Kontakt von Allergenen mit der Darmwand kommt es zu einer Immunantwort mit der Bildung von Immunglobulin A (IgA). Die daraufhin entstehenden Antigen-IgA-Komplexe können resorbiert werden. Im Regelfall werden solche Stoffe jedoch toleriert.
Bei Futterallergien handelt es sich größtenteils um Typ-I-Reaktionen, aber auch Typ-III- und Typ-IV-Reaktionen können auftreten. Typ-III-Reaktionen sind für Magen-Darm-Symptome verantwortlich, die allerdings bei einer Futterallergie nur in etwa 15 % (Hund) bis 30 % (Katze, → Feline eosinophile Enteritis) der Fälle auftreten. Typ-IV-Reaktionen sind dafür verantwortlich, dass die Allergie selbst bei Eliminierung des Antigens noch wochenlang bestehen bleiben kann. Wie und warum die Futterallergene in die Haut gelangen und dort eine Reaktion auslösen ist bislang ungeklärt.

## Klinisches Bild

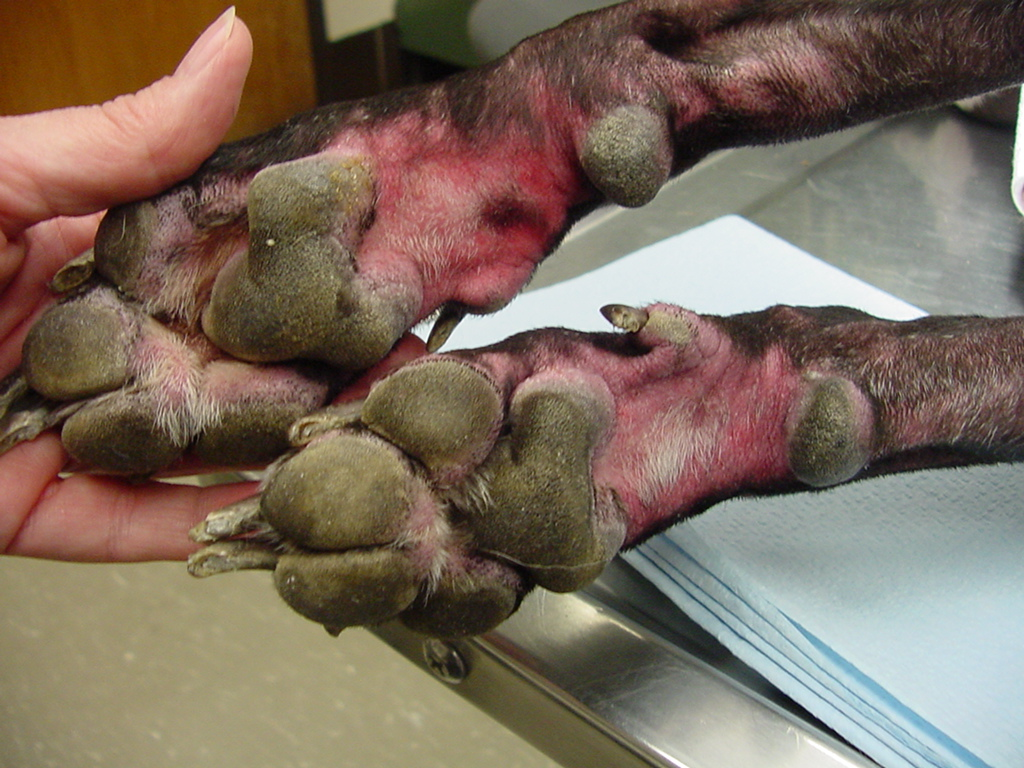
Futterallergie kann z. B. zu einer Entzündung der Pfotenhaut führen

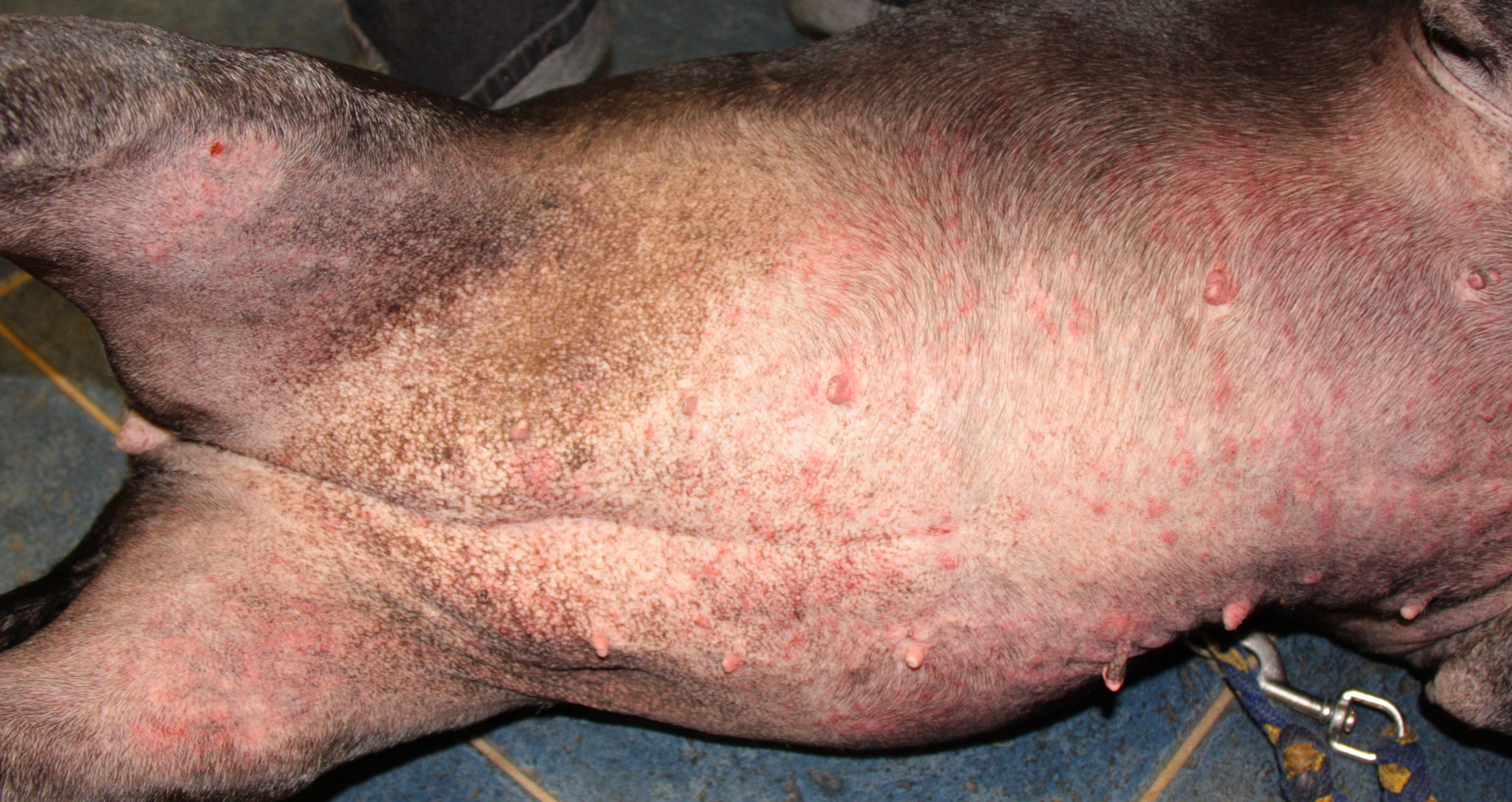
Allergische Dermatitis beim Hund

Das Klinische Bild der Futterallergie ist vor allem durch eine Hautentzündung (Allergische Dermatitis) mit Juckreiz gekennzeichnet. Als erste Hautveränderungen (Primäreffloreszenzen) treten in etwa 40 Prozent der Fälle Hautrötung (Erythema) und Papeln auf. Bevorzugte Lokalisationen beim Hund sind Pfoten, Achsel, Bauch, Leistenregion, Schnauze und Ohren, bei der Katze der Kopf und Hals. Eine Beteiligung der Ohren ist bei 80 % der Hunde zu finden, bei 20 % der Futtermittelallergiker sind ausschließlich die Ohren betroffen. Bei Katzen können die verschiedenen Bilder des Eosinophilen Granulomkomplexes auftreten.
Infolge Selbsttraumatisierung können eine Pyotraumatische Dermatitis oder eine Malassezien-Dermatitis auftreten, die zu sekundären Hautveränderungen führen.

## Diagnostik und Behandlung
Differentialdiagnostisch müssen alle mit Juckreiz einhergehenden Hauterkrankungen ausgeschlossen werden. In etwa 25 Prozent der Fälle liegt noch eine zweite Allergie vor (Atopische Dermatitis des Hundes, Flohallergie), was die Diagnostik zusätzlich erschwert. Die Futterallergie spricht in der Regel nur wenig auf Glukokortikoide an und tritt im Regelfall nicht saisonal auf.
Die Aussagekraft serologischer Tests gegen Futterallergene ist umstritten, ihre Sensitivität und Spezifität ist gering. Auch Intrakutantests haben nur eine geringe Aussagekraft. Ein neu entwickelter Test, bei dem rohe und gekochte Proteine in kleinen Aluminiumkammern auf die Haut aufgeklebt werden (Patchtest) hat bei positiver Reaktion keine Aussagekraft, eine negative Reaktion kann aber bei der Wahl passender Komponenten zur Ausschlussdiät helfen.
Bei Verdacht auf eine Futterallergie ist eine konsequente Ausschlussdiät das diagnostische Mittel der Wahl. Dabei wird die Fütterung für mindestens sechs Wochen konsequent auf nur eine Protein- und Kohlenhydratquelle umgestellt. Dabei ist ein Fleischtyp und ein Getreideprodukt/Kartoffel zu wählen, das im bisher verwendeten Futter nicht enthalten war. Auf alles Beifutter mit anderen Protein- und Kohlenhydratquellen („Leckerlis“) ist unbedingt zu verzichten. Bei der Wahl der Ausschlussdiät ist zu beachten, dass es Kreuzallergien gibt. So zeigt das beim Hund am häufigsten beteiligte Rindfleischallergen Bos d 7 Kreuzreaktionen mit dem Fleisch anderer Wiederkäuer (Schaf, Wild) und Milch. Viele der mittlerweile im freien Handel verfügbaren Fertigfuttermittel auf der Basis exotischer Eiweiße und Kohlenhydrate enthalten Spuren von häufigen Allergieauslösern (Soja, Rind, Geflügel, Reis), obwohl sie nicht auf den Packungen deklariert sind.
Nachdem die Diagnose durch eine Ausschlussdiät gesichert wurde, kann schrittweise die Nahrung im Zwei-Wochen-Rhythmus um jeweils eine weitere Komponente erweitert werden. Bei über 90 % der Futterallergiker kommt es zu einer erneuten Reaktion binnen 3 Tagen, wenn ein Protein gefüttert wird, auf das das Tier reagiert. Dabei kann bereits drei Stunden nach der Fütterung starker Juckreiz einsetzen, bei 60 % der Patienten geschieht dies innerhalb von 12 Stunden. Bei etwa 2 % kann es aber 14 Tage dauern, ehe sich wieder die typischen Symptome einstellen. Bei erneutem Auftreten gilt die Komponente als identifiziert, wobei jedoch beachtet werden muss, dass auch mehrere Futterbestandteile allergieauslösend sein können.
Bei Fällen mit allergischen Reaktionen gegen viele tierische Eiweiße, muss unter Umständen ein Spezialdiätfuttermittel eingesetzt werden. In diesen sind die Eiweiße auf Molekülgrößen unterhalb der kritischen Größe aufgespalten (→ Hydrolyse).